# Arrondissement de Neustadt an der Waldnaab
L'arrondissement de Neustadt an der Waldnaab est un arrondissement (Landkreis en allemand) de Bavière (Allemagne) situé dans le district (Regierungsbezirk en allemand) du Haut-Palatinat. Son chef lieu est Neustadt an der Waldnaab.

## Villes, communes & communautés d'administration
(nombre d'habitants en 2006)
| Städte 1. Eschenbach in der Oberpfalz (3 994) 2. Grafenwöhr (6 921) 3. Neustadt an der Waldnaab (6 014) 4. Neustadt am Kulm (1 332) 5. Pleystein (2 659) 6. Pressath (4 620) 7. Vohenstrauß (7 715) 8. Windischeschenbach (5 515) Märkte 1. Eslarn (2 970) 2. Floß (3 559) 3. Kirchenthumbach (3 347) 4. Kohlberg (1 254) 5. Leuchtenberg (1 305) 6. Luhe-Wildenau (3 489) 7. Mantel (2 985) 8. Moosbach (2 533) 9. Parkstein (2327) 10. Tännesberg (1 550) 11. Waidhaus (2 451) 12. Waldthurn (2 133) | Gemeinden 1. Altenstadt an der Waldnaab (5 012) 2. Bechtsrieth (1 063) 3. Etzenricht (1 661) 4. Flossenbürg (1 753) 5. Georgenberg (1 450) 6. Irchenrieth (1 155) 7. Kirchendemenreuth (911) 8. Pirk (1 867) 9. Püchersreuth (1 650) 10. Schirmitz (2 113) 11. Schlammersdorf (909) 12. Schwarzenbach (1 145) 13. Speinshart (1 148) 14. Störnstein (1 504) 15. Theisseil (1 214) 16. Trabitz (1 400) 17. Vorbach (1 057) 18. Weiherhammer (3 987) Gemeindefreie Gebiete (65,03 km²) 1. Heinersreuther Forst (5,89 km²) 2. Manteler Forst (36,47 km²) 3. Michlbach (1,41 km²) 4. Mitterberg (10,01 km²) 5. Speinsharter Forst (11,25 km²) | Verwaltungsgemeinschaften 1. Verwaltungsgemeinschaft Eschenbach in der Oberpfalz (Villes de Eschenbach in der Oberpfalz et Neustadt am Kulm et la commune Speinshart) 2. Kirchenthumbach (Markt Kirchenthumbach et communes Schlammersdorf et Vorbach) 3. Verwaltungsgemeinschaft Neustadt an der Waldnaab (Markt Parkstein et communes Kirchendemenreuth, Püchersreuth, Störnstein et Theisseil) 4. Pleystein (Ville de Pleystein et commune Georgenberg) 5. Pressath (Ville de Pressath et communes Schwarzenbach et Trabitz) 6. Schirmitz (Communes Bechtsrieth, Irchenrieth, Pirk et Schirmitz) 7. Tännesberg (Märkte Leuchtenberg et Tännesberg) 8. Weiherhammer (Markt Kohlberg et communes Etzenricht et Weiherhammer) |